# 대덕초등학교 (경북)
대덕초등학교는 대한민국 경상북도 김천시 대덕면 관기리에 있는 공립 초등학교이다.

## 학교 연혁
- 1929년 5월 9일 대덕공립보통학교(4년제) 개교
- 1938년 4월 1일 대덕공립심상소학교로 개칭
- 1939년 4월 1일 6년제로 개편
- 1941년 4월 1일 대덕공립국민학교로 개칭
- 1981년 3월 1일 병설유치원 개원
- 1994년 3월 1일 가례분교장, 연화분교장, 내감분교장 통합
- 1995년 3월 1일 문의분교장 통합
- 1996년 3월 1일 대덕초등학교로 개칭
- 2020년 9월 1일 제36대 손성남 교장 부임
- 2022년 1월 5일 제91회 졸업(졸업생 6명 총 2,228명 졸업)
- 2022년 3월 1일 6급 편성, 유치원 1학급

## 참고 자료
- 대덕초등학교 - 한국교육학술정보원 학교알리미